# Noël Nijean
Noël Nijean, né le 30 janvier 1983, à Fort-de-France, en France, est un ancien joueur de basket-ball français. Il évolue au poste d'ailier fort.

## Palmarès
- Champion d'Europe des -18 ans 2000
- 3e du championnat d'Europe des -20 ans 2002